# Bowraville
Bowraville – miasto w Australii, w stanie Nowa Południowa Walia.